# 외상 후 스트레스 장애
외상 후 스트레스 장애(外傷後 - 障礙, 영어: post-traumatic stress disorder, PTSD)는 신체적인 손상 또는 생명에 대한 불안 등 정신적 충격을 수반하는 사고를 겪은 후 심적외상을 받아 나타나는 정신 질환이다. 충격후 스트레스장애, 외상성 스트레스장애, 외상후 증후군, 외상후 스트레스증후군, 트라우마, 외상후 스트레스라고도 한다.
주로 일상생활에서 경험할 수 있는 사건에서 벗어난 사건들, 이를테면 천재지변, 화재, 전쟁, 신체적 폭행, 고문, 강간, 성폭행, 인질 사건, 소아 학대, 자동차 · 비행기 · 기차 · 선박 등에 의한 사고, 그 밖의 대형사고 등을 겪은 뒤에 발생한다. 증상이 나타나는 시기는 개인에 따라 다른데, 충격 후 즉시 시작될 수도 있고 수일, 수주, 수개월 또는 수년이 지나고 나서도 나타날 수 있다. 증상이 1개월 이상 지속되어야만 외상 후 스트레스 장애라 진단하고, 증상이 한 달 안에 일어나고 지속 기간이 3개월 미만일 경우에는 급성 스트레스 장애에 속한다.
'traumatic'의 영문 번역이 '정신적 외상의'이므로, 정확한 번역은 '정신적 외상 후 스트레스 장애'가 타당하나, '정신적'이란 말이 빠짐으로 인해 자칫 육체적 외상 후 발생하는 질병으로 오인될 가능성이 있다.

## 예시
7개월 전, D 씨는 친구와 함께 밤낚시를 하러 가던 중 큰 교통사고를 당하게 되었다. D 씨는 갈비뼈가 부러지는 등의 중상을 입었으나 운전하던 친구는 불행하게도 죽고 말았다. 그 이후로 D 씨는 두려움 때문에 자동차 운전을 할 수가 없을 뿐아니라 평소에도 신경이 예민해져서 자동차가 지나가는 소리만 들어도 깜짝깜짝 놀라게 되었다. 요즘은 죽은 친구가 나타나는 꿈을 자주 꾸면서 제대로 잠을 이루지 못하고 있으며, 교통사고 당시 피투성이 된 친구의 모습이 떠오르면서 심한 정신적 고통에서 헤어나지 못하고 있다.

## 증상
증상은 외상 사건(traumatic event)을 일으키고 3개월 이내에 발생하지만, 몇 년 후까지 시작되진 않는다는 전형적인 사례로서 PTSD 환자는 트라우마 관련 사건과 정서, 사건을 논의하는 것 자체를 회피하고, 사건에 대한 기억상실을 보이기도 한다. 그러나 사건은 관입적(intrusive) 반복적인 기억, 해리(dissociative)를 통한 트라우마를 완화하는 에피소드들(플래시백 flashback), 악몽 등을 통하여 환자는 사건을 경감시킨다. 외상 사건 후 증상이 생기지만, 증상은 트라우마가 PTSD로 밝혀진 후에 1개월 이상, 일상생활에 지장을 주거나 임상 수준의 고통을 초래하는 정도로 지속된다. 단, 1개월 이내로 임상적으로 유의미한 기능부전이나 스트레스는 급성 스트레스 장애(acute stress disorder)일 수 있다. 일부는 외상 사건 이후 외상 후 성장(posttraumatic growth)을 경험하기도 한다.
증상은 과민반응(hyperalertness, hyperarousal)과 충격의 재경험(Re-experience or intrusion), 감정 회피 또는 마비(avoidance or emotional numbness)로 나타난다. 과민반응은 쉽게 깜짝 놀라고 불안해하며 잠을 자지 못하고 집중이 어려운 증상이 나타난다. 베트남 참전 용사의 경우 항상 벽 쪽에 등을 대고 있고, 강간을 당한 사람의 경우는 범인이 있는 것처럼 경계한다. 충격의 재경험 증상은 사건에 대한 기억이나 꿈, 환각이 재연되어 실제와 같이 느끼고 신체적 증상이 나타난다. 기억이 거의 없는 예도 있는데 그래도 비슷한 상황에 부닥치면 신체적 증상이 나타난다. 감정 회피 또는 마비의 증상은 정상적인 감정이 없어지는 것을 뜻하는 데 비현실적인 감정만 들기 때문에 분노와 피해의식, 수치심이 들게 된다.
또한, 두통이나 소화불량, 구토, 위통, 수전증, 호르몬의 변화로 인하여 알레르기와 같은 현상도 생기고, 화장실에서 배변하는 게 어려워지고 떨어지기 싫어하는 이별 불안과 학교 공포, 외부인 공포 등 다양하게 나타난다. 비현실적인 감정 때문에 알코올과 약물에 의존하여 남용 및 중독으로 이어지는 경우가 있고 자율신경계 장애가 나타난다. 때로는 환각이 보이고, 해리성 장애나 공황발작이 같이 나타난다. 나이가 어린 경우에는 경험에 대한 꿈이 아니라 귀신에 대한 꿈을 꾸게 되기도 한다.

## 진단 기준
외상 후 스트레스 장애와 급성 스트레스 장애의 진단 기준(DSM-5) 은 다음과 같다.

### 외상 후 스트레스 장애
A. 개인은 다음의 두 가지가 존재하는 외상적 상황에 노출되었다.
1. 실제적인 죽음이나 생명을 위협하는 사건들, 혹은 심한 부상, 자신과 다른 사람의 신체적 온전성에 대한 위협을 경험, 목격하거나 직접 직면한 적이 있다.
2. 개인의 반응은 강한 두려움, 무력감, 혹은 공포를 포함한다.
B. 외상적인 사건은 계속해서 다음의 하나(또는 그 이상)로 재 경험된다.
1. 영상, 사고들 혹은 지각들을 포함하는 사건에 대해 반복되고 침습적인 고통스러운 회상
2. 그 일에 대해 반복되는 고통스러운 꿈을 꾼다.
3. 외상적인 사건이 실제 일어나고 있는 것처럼 행동하거나 느낌(그 경험이 되살아나는 기분, 착각, 환각, 그리고 해리적인 flash back 삽화 등, 이는 각성상태 또는 중독상태에서 생길 수 있다.
4. 외상적인 사건의 일면과 유사하거나 상징하는 내부 혹은 외부적인 단서에 노출될 시의 강한 심리적 고통
5. 외상적인 사건의 일면과 유사하거나 상징하는 내부 혹은 외부적인 단서에 노출될 시의 생리적 반응
C. 외상과 연관된 자극에 대한 지속적 회피와 일반적 반응의 둔화(외상 전에는 존재하지 않았음). 다음의 세 가지(혹은 그 이상)로 나타남.
1. 외상과 관련된 사고, 느낌, 혹은 대화를 피하려는 노력
2. 외상에 대한 회상을 일으키는 활동들, 장소들 혹은 사람을 피하려는 노력
3. 외상의 중요한 측면을 회상할 수 없음
4. 중요한 활동에서 흥미 혹은 참여의 현저한 감소
5. 다른 사람들에서 동떨어지거나 격리된 느낌
6. 제한된 범위의 감정(예:사랑이란 느낌을 가질 수 없음)
7, 단축된 미래에 대한 감각(예: 직업, 결혼, 자녀 또는 정상적 수명에 대해 기대하지 않음)
D. 증가된 각성에 의한 지속적인 증상들(외상 전에는 존재하지 않았음). 다음의 두 개(혹은 그 이상)로 나타남.
1. 입면이나 수면유지의 곤란
2. 흥분성 혹은 분노의 표출
3. 집중장애
4. 과도각성
5. 과도한 놀람 반응
E. 이 장애( 기준 B,C,D의 증상 )의 기간은 한 달 이상이다.
F. 이 장애는 사회적,직업적,혹은 다른 중요한 기능 영역들에서 임상적으로 중요한 고통이나 장애를 일으킨다.
또한 호르몬의 변화로 인한 생리적, 임상적 현상이 다양하게 발생한다. (두통이나 식욕부진, 소화불량, 피부병 등)

### 급성 스트레스 장애
A. 개인은 다음 두 가지의 이상적 사건에 노출되어야 한다.
1. 개인은 실제적인 죽음이나 죽음의 위협 또는 심한 부상, 자신과 다른 사람의 신체적 온전성에 대한 위협을 경험 혹은 목격하거나, 직접 직면한 적이 있다.
2. 개인의 반응은 강한 두려움, 무력감, 혹은 공포를 포함한다.
B. 고통스러운 상황을 경험하고 있거나, 그 뒤에 개인은 다음의 세 가지(혹은 그 이상)의 해리성 증상을 가진다.
1. 감정 반응의 둔화, 이탈 혹은 무반응을 주관적으로 느낌
2. 주위 환경의 인식이 감소(예: '멍하게 있음')
3. 비현실감
4. 이인증
5. 해리성 기억상실(즉, 외상의 중요한 면을 회상하지 못함)
C. 다음 중의 적어도 한 가지 방식 이상으로 외상적인 사건이 계속 재경험된다.
반복되는 영상들, 생각들, 꿈, 착각, 플래시백(혹은 재경험 flash back), 혹은 경험이 되살아나는 기분 혹은 외상적 사건을 회상하게 하는 사람을 만날 때 고통
D. 외상을 회상시키는 자극을 과도하게 회피함(예: 사고, 감정, 대화, 활동, 장소, 사람)
E. 과도한 불안, 증가된 각성(예: 잠을 잘 못 이룸, 짜증을 잘 냄, 집중력 장애, 과도한 주위 탐색, 증가된 놀람 반응)
F. 이 장애가 사회적, 직업적, 혹은 기능이 다른 중요한 영역에서 임상적으로 중요한 고통 혹은 손상을 일으키고 혹은 개인이 가족들에게 외상적 경험을 이야기 함으로써 조력을 구하거나 개인적인 자원을 동원하는 것 같은 몇 가지 필요한 임무를 수행하는 개인의 능력에 손상을 일으킨다.
G. 증상은 최소 2일 이상 최장 4주 간 지속되며 사고 후 4주 이내에 시작된다.
H. 이 장애는 물질의 직접적인 생리학적인 영향(예: 약물 남용이나 처방) 혹은 일반적 의학적 상태에 의한 것은 아니다. 기존의 장애가 단순히 악화된 것은 아니고, 단기 반응성 정신병으로 더 잘 설명되지 않는다.

## 치료
급성 스트레스 장애의 경우는 치료를 시작하면 회복이 매우 빠른 편이며, 정신과적 장애가 잘 나타나지 않는다. 하지만 정신과적 장애가 나타나거나 원래 가지고 있었던 경우는 만성적으로 이어질 가능성이 높다. 이 증상은 30% 정도가 회복되며 40%가 가벼운 증상으로 판명되며 나머지 30% 정도는 증상이 심한 경우로 치료가 계속 필요하다. 정신과적인 치료는 사고 후에 몇 주 안에 시작해야 하며, 인지치료 및 행동치료, 최면치료, 집단치료, 약물치료, 신경차단 치료요법 등의 방법으로 치료한다. 약물은 심환계 항우울제와 단가아민 산화효소억제제(MAO inhibitor), 선택적 세로토닌 재흡수 억제제(프로작)같은 항우울제나, 항경련제(carbamazepine, valporic acid)를 복용한다.

### 임상 연구
MDMA는 1985년 미국에서 범죄화 되기 전에 다양한 적응증에 대한 환각 치료에 사용되었다. 범죄 화에 대응하여 MDE를 법적 처방 의약품으로 개발하기 위한 비영리 의약품 개발 기관으로 Psychedelic Studies를위한 종합 협회가 설립되었다. 심리 요법에서 부속물로 사용. 마약은 두려움을 줄임으로써 심리 요법을 촉진하고 사람들이 감정적으로 압도 당하지 않고 외상적 기억을 재처리하고 받아 들일 수 있도록 한다. 이 치료에서 사람들은 약물의 급성 활동 기간 동안 확장 심리 치료 세션에 참여한 다음 치료 시설에서 밤을 보낸다. 약물 치료 세션에서 치료사는 지침이 아니며 환자의 내부 경험을 탐구하는 데 도움을 준다. 사람들은 마약 지원 세션 이전의 표준 심리 치료 세션에 참여하고 마약을 이용한 심리 요법을 마친 후에 마약과 자신의 경험을 통합 할 수 있도록 돕는다. MDMA 보조 정신 치료제의 2 상 임상 시험은 2016년 11월 말에 발표되었다. 인디애나 대 의과 대학의 연구원은 미래에 외상 후 스트레스 장애에 대한 진단을 보다 정확하게 할 수 있는 유전자 마커 집단으로부터 혈액 검사를 개발했다. 연구원들은 10년간의 장기 연구의 일환으로 250 명 이상의 군인을 모집했고 이 연구는 Molecular Psychiatry 저널에 실렸다.

## 같이 보기
- 뇌진탕후 증후군(영어판) (PCS)
- 변증법적 행동치료
- 불안 장애
- 삶의 질(QOL)
- 상실과 역경을 통한 성장(GTLA, Growth Through Loss and Adversity)
- 셸 쇼크
- 스트레스 관리
- 심적외상
- 외상 후 성장(PTG)
- 일과 생활의 균형(Work–life balance, WLB)
- 전투스트레스반응 (CSR)
- 지속노출치료(Prolonged exposure therapy, PE)
- 유스트레스 - 긍정적 스트레스(positive stress)
- 디스트레스(영어판) - 부정적 스트레스(negative stress)
- 펫로스 증후군
- 한스 셀리에 - 스트레스 이론 창시 학자
- 회복 탄력성